# Bohumil Puskailer
Bohumil Puskailer ( 2. září 1939 Bratislava – 7. července 2013 Bratislava) byl slovenský fotograf.

## Život a tvorba
Studoval medicínu, v šedesátých letech byl fotoreportérem ve slovenských periodikách. Fotografoval rovněž portréty známých slovenských osobností a Bratislavu. Po okupaci v roce 1968 emigroval do Kanady, později se usadil v Nizozemí. V emigraci vykonával povolání zubaře. Po roce 1989 se vrátil zpět na Slovensko.